# ATP World Tour 2015
L'ATP World Tour 2015 és el circuit de tennis professional masculí de l'any 2015 organitzat per l'ATP. La temporada inclou un total de X torneigs en X països dividits en Grand Slams (organitzats per la ITF), ATP World Tour Masters 1000, sèries ATP World Tour 500, sèries ATP World Tour 250 i un ATP World Tour Finals. També s'inclou la disputa de la Copa Davis i la Copa Hopman. Els torneigs es disputen entre el 5 de gener de 2015 i el 22 de novembre de 2015.
En aquesta edició es va ampliar el nombre de setmanes de separació entre els Grand Slams de Roland Garros i Wimbledon, passant de dues a tres per tal d'incrementar el pes dels torneigs sobre gespa en el circuit.

## Calendari
Taula sobre el calendari complet dels tornejos que pertanyen a la temporada 2015 de l'ATP World Tour. També s'inclouen els vencedors dels quadres individuals i dobles de cada torneig.
| Llegenda                           |
| ---------------------------------- |
| Grand Slam                         |
| ATP World Tour Finals / ATP Finals |
| ATP World Tour Masters 1000        |
| ATP World Tour 500                 |
| ATP World Tour 250                 |
| Esdeveniments per equips           |

| Data d'inici   | Torneig                         | Superfície       | Guanyador/s                                                                          | Finalista/es                                                                  |
| -------------- | ------------------------------- | ---------------- | ------------------------------------------------------------------------------------ | ----------------------------------------------------------------------------- |
| 5 de gener     | Copa Hopman                     | Dura (i)         | Polònia: Agnieszka Radwańska / Jerzy Janowicz                                        | Estats Units: Serena Williams / John Isner                                    |
| 5 de gener     | Brisbane                        | Dura             | Roger Federer                                                                        | Milos Raonic                                                                  |
| 5 de gener     | Brisbane                        | Dura             | Jamie Murray / John Peers                                                            | Aleksandr Dolgopòlov / Kei Nishikori                                          |
| 5 de gener     | Chennai                         | Dura             | Stan Wawrinka                                                                        | Aljaž Bedene                                                                  |
| 5 de gener     | Chennai                         | Dura             | Lu Yen-hsun / Jonathan Marray                                                        | Raven Klaasen / Leander Paes                                                  |
| 5 de gener     | Doha                            | Dura             | David Ferrer                                                                         | Tomáš Berdych                                                                 |
| 5 de gener     | Doha                            | Dura             | Juan Mónaco / Rafael Nadal                                                           | Julian Knowle / Philipp Oswald                                                |
| 12 de gener    | Sydney                          | Dura             | Viktor Troicki                                                                       | Mikhaïl Kukuixkin                                                             |
| 12 de gener    | Sydney                          | Dura             | Rohan Bopanna / Daniel Nestor                                                        | Jean-Julien Rojer / Horia Tecau                                               |
| 12 de gener    | Auckland                        | Dura             | Jiří Veselý                                                                          | Adrian Mannarino                                                              |
| 12 de gener    | Auckland                        | Dura             | Raven Klaasen / Leander Paes                                                         | Dominic Inglot / Florin Mergea                                                |
| 19 de gener    | Open d'Austràlia                | Dura             | Novak Đoković                                                                        | Andy Murray                                                                   |
| 19 de gener    | Open d'Austràlia                | Dura             | Simone Bolelli / Fabio Fognini                                                       | Pierre-Hugues Herbert / Nicolas Mahut                                         |
| 19 de gener    | Open d'Austràlia                | Dura             | Martina Hingis / Leander Paes                                                        | Kristina Mladenovic / Daniel Nestor                                           |
| 2 de febrer    | Quito                           | Terra batuda     | Víctor Estrella Burgos                                                               | Feliciano López                                                               |
| 2 de febrer    | Quito                           | Terra batuda     | Gero Kretschmer / Alexander Satschko                                                 | Víctor Estrella Burgos / Joao Souza                                           |
| 2 de febrer    | Montpeller                      | Dura (i)         | Richard Gasquet                                                                      | Jerzy Janowicz                                                                |
| 2 de febrer    | Montpeller                      | Dura (i)         | Marcus Daniell / Artem Sitak                                                         | Dominic Inglot / Florin Mergea                                                |
| 2 de febrer    | Zagreb                          | Dura (i)         | Guillermo García López                                                               | Andreas Seppi                                                                 |
| 2 de febrer    | Zagreb                          | Dura (i)         | Marin Draganja / Henri Kontinen                                                      | Fabrice Martin / Purav Raja                                                   |
| 9 de febrer    | Rotterdam                       | Dura (i)         | Stan Wawrinka                                                                        | Tomáš Berdych                                                                 |
| 9 de febrer    | Rotterdam                       | Dura (i)         | Jean-Julien Rojer / Horia Tecau                                                      | Jamie Murray / John Peers                                                     |
| 9 de febrer    | São Paulo                       | Terra batuda (i) | Pablo Cuevas                                                                         | Luca Vanni                                                                    |
| 9 de febrer    | São Paulo                       | Terra batuda (i) | Juan Sebastián Cabal / Robert Farah Maksoud                                          | Paolo Lorenzi / Diego Schwartzman                                             |
| 9 de febrer    | Memphis                         | Dura (i)         | Kei Nishikori                                                                        | Kevin Anderson                                                                |
| 9 de febrer    | Memphis                         | Dura (i)         | Mariusz Fyrstenberg / Santiago González                                              | Artem Sitak / Donald Young                                                    |
| 16 de febrer   | Rio de Janeiro                  | Terra batuda     | David Ferrer                                                                         | Fabio Fognini                                                                 |
| 16 de febrer   | Rio de Janeiro                  | Terra batuda     | Pablo Andújar / Oliver Marach                                                        | Martin Klizan / Philipp Oswald                                                |
| 16 de febrer   | Delray Beach                    | Dura             | Ivo Karlović                                                                         | Donald Young                                                                  |
| 16 de febrer   | Delray Beach                    | Dura             | Bob Bryan / Mike Bryan                                                               | Raven Klaasen / Leander Paes                                                  |
| 16 de febrer   | Marsella                        | Dura (i)         | Gilles Simon                                                                         | Gaël Monfils                                                                  |
| 16 de febrer   | Marsella                        | Dura (i)         | Marin Draganja / Henri Kontinen                                                      | Colin Fleming / Jonathan Marray                                               |
| 23 de febrer   | Dubai                           | Dura             | Roger Federer                                                                        | Novak Đoković                                                                 |
| 23 de febrer   | Dubai                           | Dura             | Rohan Bopanna / Daniel Nestor                                                        | Aisam-Ul-Haq Qureshi / Nenad Zimonjić                                         |
| 23 de febrer   | Acapulco                        | Dura             | David Ferrer                                                                         | Kei Nishikori                                                                 |
| 23 de febrer   | Acapulco                        | Dura             | Ivan Dodig / Marcelo Melo                                                            | Mariusz Fyrstenberg / Santiago González                                       |
| 23 de febrer   | Buenos Aires                    | Terra batuda     | Rafael Nadal                                                                         | Juan Mónaco                                                                   |
| 23 de febrer   | Buenos Aires                    | Terra batuda     | Jarkko Nieminen / Andre Sa                                                           | Pablo Andújar / Oliver Marach                                                 |
| 2 de març      | Copa Davis (Primera ronda)      |                  | França · Regne Unit · Austràlia · Kazakhstan · Argentina · Sèrbia · Canadà · Bèlgica | Alemanya · Estats Units · Txèquia · Itàlia · Brasil · Croàcia · Japó · Suïssa |
| 9 de març      | Indian Wells                    | Dura             | Novak Đoković                                                                        | Roger Federer                                                                 |
| 9 de març      | Indian Wells                    | Dura             | Vasek Pospisil / Jack Sock                                                           | Simone Bolelli / Fabio Fognini                                                |
| 23 de març     | Miami                           | Dura             | Novak Đoković                                                                        | Andy Murray                                                                   |
| 23 de març     | Miami                           | Dura             | Bob Bryan / Mike Bryan                                                               | Vasek Pospisil / Jack Sock                                                    |
| 7 d'abril      | Casablanca                      | Terra batuda     | Martin Kližan                                                                        | Daniel Gimeno Traver                                                          |
| 7 d'abril      | Casablanca                      | Terra batuda     | Rameez Junaid / Adil Shamasdin                                                       | Rohan Bopanna / Florin Mergea                                                 |
| 7 d'abril      | Houston                         | Terra batuda     | Jack Sock                                                                            | Sam Querrey                                                                   |
| 7 d'abril      | Houston                         | Terra batuda     | Ričardas Berankis / Teimuraz Gabaixvili                                              | Treat Huey / Scott Lipsky                                                     |
| 13 d'abril     | Montecarlo                      | Terra batuda     | Novak Đoković                                                                        | Tomáš Berdych                                                                 |
| 13 d'abril     | Montecarlo                      | Terra batuda     | Bob Bryan / Mike Bryan                                                               | Simone Bolelli / Fabio Fognini                                                |
| 20 d'abril     | Barcelona                       | Terra batuda     | Kei Nishikori                                                                        | Pablo Andújar                                                                 |
| 20 d'abril     | Barcelona                       | Terra batuda     | Marin Draganja / Henri Kontinen                                                      | Jamie Murray / John Peers                                                     |
| 20 d'abril     | Bucarest                        | Terra batuda     | Guillermo García López                                                               | Jiří Veselý                                                                   |
| 20 d'abril     | Bucarest                        | Terra batuda     | Marius Copil / Adrian Ungur                                                          | Nicholas Monroe / Artem Sitak                                                 |
| 27 d'abril     | Múnic                           | Terra batuda     | Andy Murray                                                                          | Philipp Kohlschreiber                                                         |
| 27 d'abril     | Múnic                           | Terra batuda     | Alexander Peya / Bruno Soares                                                        | Alexander Zverev / Mischa Zverev                                              |
| 27 d'abril     | Istanbul                        | Terra batuda     | Roger Federer                                                                        | Pablo Cuevas                                                                  |
| 27 d'abril     | Istanbul                        | Terra batuda     | Radu Albot / Dušan Lajović                                                           | Robert Lindstedt / Jürgen Melzer                                              |
| 27 d'abril     | Estoril                         | Terra batuda     | Richard Gasquet                                                                      | Nick Kyrgios                                                                  |
| 27 d'abril     | Estoril                         | Terra batuda     | Treat Huey / Scott Lipsky                                                            | Marc López / David Marrero                                                    |
| 4 de maig      | Madrid                          | Terra batuda     | Andy Murray                                                                          | Rafael Nadal                                                                  |
| 4 de maig      | Madrid                          | Terra batuda     | Rohan Bopanna / Florin Mergea                                                        | Marcin Matkowski / Nenad Zimonjić                                             |
| 11 de maig     | Roma                            | Terra batuda     | Novak Đoković                                                                        | Roger Federer                                                                 |
| 11 de maig     | Roma                            | Terra batuda     | Pablo Cuevas / David Marrero                                                         | Marcel Granollers / Marc López                                                |
| 18 de maig     | Niça                            | Terra batuda     | Dominic Thiem                                                                        | Leonardo Mayer                                                                |
| 18 de maig     | Niça                            | Terra batuda     | Mate Pavić / Michael Venus                                                           | Jean-Julien Rojer / Horia Tecău                                               |
| 18 de maig     | Ginebra                         | Terra batuda     | Thomaz Bellucci                                                                      | João Sousa                                                                    |
| 18 de maig     | Ginebra                         | Terra batuda     | Juan Sebastián Cabal / Robert Farah Maksoud                                          | Raven Klaasen / Lu Yen-hsun                                                   |
| 25 de maig     | Roland Garros                   | Terra batuda     | Stan Wawrinka                                                                        | Novak Đoković                                                                 |
| 25 de maig     | Roland Garros                   | Terra batuda     | Ivan Dodig / Marcelo Melo                                                            | Bob Bryan / Mike Bryan                                                        |
| 25 de maig     | Roland Garros                   | Terra batuda     | Bethanie Mattek-Sands / Mike Bryan                                                   | Lucie Hradecka / Marcin Matkowski                                             |
| 8 de juny      | 's-Hertogenbosch                | Gespa            | Nicolas Mahut                                                                        | David Goffin                                                                  |
| 8 de juny      | 's-Hertogenbosch                | Gespa            | Ivo Karlović / Łukasz Kubot                                                          | Pierre-Hugues Herbert / Nicolas Mahut                                         |
| 8 de juny      | Stuttgart                       | Gespa            | Rafael Nadal                                                                         | Viktor Troicki                                                                |
| 8 de juny      | Stuttgart                       | Gespa            | Rohan Bopanna / Florin Mergea                                                        | Alexander Peya / Bruno Soares                                                 |
| 15 de juny     | Halle                           | Gespa            | Roger Federer                                                                        | Andreas Seppi                                                                 |
| 15 de juny     | Halle                           | Gespa            | Raven Klaasen / Rajeev Ram                                                           | Rohan Bopanna / Florin Mergea                                                 |
| 15 de juny     | Londres                         | Gespa            | Andy Murray                                                                          | Kevin Anderson                                                                |
| 15 de juny     | Londres                         | Gespa            | Pierre-Hugues Herbert / Nicolas Mahut                                                | Marcin Matkowski / Nenad Zimonjić                                             |
| 22 de juny     | Nottingham                      | Gespa            | Denis Istomin                                                                        | Sam Querrey                                                                   |
| 22 de juny     | Nottingham                      | Gespa            | Chris Guccione / André Sá                                                            | Pablo Cuevas / David Marrero                                                  |
| 29 de juny     | Wimbledon                       | Gespa            | Novak Đoković                                                                        | Roger Federer                                                                 |
| 29 de juny     | Wimbledon                       | Gespa            | Jean-Julien Rojer / Horia Tecau                                                      | Jamie Murray / John Peers                                                     |
| 29 de juny     | Wimbledon                       | Gespa            | Martina Hingis / Leander Paes                                                        | Timea Babos / Alexander Peya                                                  |
| 13 de juliol   | Copa Davis (Quarts de final)    |                  | Regne Unit · Austràlia · Argentina · Bèlgica                                         | França · Kazakhstan · Sèrbia · Canadà                                         |
| 13 de juliol   | Newport                         | Gespa            | Rajeev Ram                                                                           | Ivo Karlović                                                                  |
| 13 de juliol   | Newport                         | Gespa            | Jonathan Marray / Aisam-ul-Haq Qureshi                                               | Nicholas Monroe / Mate Pavić                                                  |
| 20 de juliol   | Bastad                          | Terra batuda     | Benoît Paire                                                                         | Tommy Robredo                                                                 |
| 20 de juliol   | Bastad                          | Terra batuda     | Jérémy Chardy / Łukasz Kubot                                                         | Juan Sebastián Cabal / Robert Farah Maksoud                                   |
| 20 de juliol   | Umag                            | Terra batuda     | Dominic Thiem                                                                        | João Sousa                                                                    |
| 20 de juliol   | Umag                            | Terra batuda     | Máximo González / André Sá                                                           | Mariusz Fyrstenberg / Santiago González                                       |
| 20 de juliol   | Bogotà                          | Dura             | Bernard Tomic                                                                        | Adrian Mannarino                                                              |
| 20 de juliol   | Bogotà                          | Dura             | Édouard Roger-Vasselin / Radek Štěpánek                                              | Mate Pavić / Michael Venus                                                    |
| 27 de juliol   | Hamburg                         | Terra batuda     | Rafael Nadal                                                                         | Fabio Fognini                                                                 |
| 27 de juliol   | Hamburg                         | Terra batuda     | Jamie Murray / John Peers                                                            | Juan Sebastián Cabal / Robert Farah Maksoud                                   |
| 27 de juliol   | Atlanta                         | Dura             | John Isner                                                                           | Markos Bagdatís                                                               |
| 27 de juliol   | Atlanta                         | Dura             | Bob Bryan / Mike Bryan                                                               | Colin Fleming / Gilles Müller                                                 |
| 27 de juliol   | Gstaad                          | Terra batuda     | Dominic Thiem                                                                        | David Goffin                                                                  |
| 27 de juliol   | Gstaad                          | Terra batuda     | Alexander Bury / Denis Istomin                                                       | Oliver Marach / Aisam-ul-Haq Qureshi                                          |
| 3 d'agost      | Kitzbühel                       | Terra batuda     | Philipp Kohlschreiber                                                                | Paul-Henri Mathieu                                                            |
| 3 d'agost      | Kitzbühel                       | Terra batuda     | Nicolás Almagro / Carlos Berlocq                                                     | Robin Haase / Henri Kontinen                                                  |
| 3 d'agost      | Washington DC                   | Dura             | Kei Nishikori                                                                        | John Isner                                                                    |
| 3 d'agost      | Washington DC                   | Dura             | Bob Bryan / Mike Bryan                                                               | Ivan Dodig / Marcelo Melo                                                     |
| 10 d'agost     | Mont-real                       | Dura             | Andy Murray                                                                          | Novak Đoković                                                                 |
| 10 d'agost     | Mont-real                       | Dura             | Bob Bryan / Mike Bryan                                                               | Daniel Nestor / Édouard Roger-Vasselin                                        |
| 17 d'agost     | Cincinnati                      | Dura             | Roger Federer                                                                        | Novak Đoković                                                                 |
| 17 d'agost     | Cincinnati                      | Dura             | Daniel Nestor / Édouard Roger-Vasselin                                               | Marcin Matkowski / Nenad Zimonjić                                             |
| 24 d'agost     | Winston-Salem                   | Dura             | Kevin Anderson                                                                       | Pierre-Hugues Herbert                                                         |
| 24 d'agost     | Winston-Salem                   | Dura             | Dominic Inglot / Robert Lindstedt                                                    | Eric Butorac / Scott Lipsky                                                   |
| 31 d'agost     | US Open                         | Dura             | Novak Đoković                                                                        | Roger Federer                                                                 |
| 31 d'agost     | US Open                         | Dura             | Pierre-Hugues Herbert / Nicolas Mahut                                                | Jamie Murray / John Peers                                                     |
| 31 d'agost     | US Open                         | Dura             | Martina Hingis / Leander Paes                                                        | Bethanie Mattek-Sands / Sam Querrey                                           |
| 14 de setembre | Copa Davis (Semifinals)         |                  | Regne Unit · Bèlgica                                                                 | Austràlia · Argentina                                                         |
| 21 de setembre | Metz                            | Dura (i)         | Jo-Wilfried Tsonga                                                                   | Gilles Simon                                                                  |
| 21 de setembre | Metz                            | Dura (i)         | Łukasz Kubot / Édouard Roger-Vasselin                                                | Pierre-Hugues Herbert / Nicolas Mahut                                         |
| 21 de setembre | Sant Petersburg                 | Dura (i)         | Milos Raonic                                                                         | João Sousa                                                                    |
| 21 de setembre | Sant Petersburg                 | Dura (i)         | Treat Huey / Henri Kontinen                                                          | Julian Knowle / Alexander Peya                                                |
| 28 de setembre | Kuala Lumpur                    | Dura (i)         | David Ferrer                                                                         | Feliciano López                                                               |
| 28 de setembre | Kuala Lumpur                    | Dura (i)         | Treat Huey / Henri Kontinen                                                          | Raven Klaasen / Rajeev Ram                                                    |
| 28 de setembre | Shenzhen                        | Dura             | Tomáš Berdych                                                                        | Guillermo García López                                                        |
| 28 de setembre | Shenzhen                        | Dura             | Jonathan Erlich / Colin Fleming                                                      | Chris Guccione / André Sá                                                     |
| 5 d'octubre    | Pequín                          | Dura             | Novak Đoković                                                                        | Rafael Nadal                                                                  |
| 5 d'octubre    | Pequín                          | Dura             | Vasek Pospisil / Jack Sock                                                           | Daniel Nestor / Édouard Roger-Vasselin                                        |
| 5 d'octubre    | Tòquio                          | Dura             | Stan Wawrinka                                                                        | Benoît Paire                                                                  |
| 5 d'octubre    | Tòquio                          | Dura             | Raven Klaasen / Marcelo Melo                                                         | Juan Sebastián Cabal / Robert Farah Maksoud                                   |
| 12 d'octubre   | Xangai                          | Dura             | Novak Đoković                                                                        | Jo-Wilfried Tsonga                                                            |
| 12 d'octubre   | Xangai                          | Dura             | Raven Klaasen / Marcelo Melo                                                         | Simone Bolelli / Fabio Fognini                                                |
| 19 d'octubre   | Moscou                          | Dura (i)         | Marin Čilić                                                                          | Roberto Bautista Agut                                                         |
| 19 d'octubre   | Moscou                          | Dura (i)         | Andrey Rublev / Dmitri Tursúnov                                                      | Radu Albot / František Čermák                                                 |
| 19 d'octubre   | Estocolm                        | Dura (i)         | Tomáš Berdych                                                                        | Jack Sock                                                                     |
| 19 d'octubre   | Estocolm                        | Dura (i)         | Nicholas Monroe / Jack Sock                                                          | Mate Pavić / Michael Venus                                                    |
| 19 d'octubre   | Viena                           | Dura (i)         | David Ferrer                                                                         | Steve Johnson                                                                 |
| 19 d'octubre   | Viena                           | Dura (i)         | Łukasz Kubot / Marcelo Melo                                                          | Jamie Murray / John Peers                                                     |
| 26 d'octubre   | València                        | Dura (i)         | João Sousa                                                                           | Roberto Bautista Agut                                                         |
| 26 d'octubre   | València                        | Dura (i)         | Eric Butorac / Scott Lipsky                                                          | Feliciano López / Max Mirnyi                                                  |
| 26 d'octubre   | Basilea                         | Dura (i)         | Roger Federer                                                                        | Rafael Nadal                                                                  |
| 26 d'octubre   | Basilea                         | Dura (i)         | Alexander Peya / Bruno Soares                                                        | Jamie Murray / John Peers                                                     |
| 2 de novembre  | París                           | Dura (i)         | Novak Đoković                                                                        | Andy Murray                                                                   |
| 2 de novembre  | París                           | Dura (i)         | Ivan Dodig / Marcelo Melo                                                            | Vasek Pospisil / Jack Sock                                                    |
| 16 de novembre | ATP World Tour Finals (Londres) | Dura (i)         | Novak Đoković                                                                        | Roger Federer                                                                 |
| 16 de novembre | ATP World Tour Finals (Londres) | Dura (i)         | Jean-Julien Rojer / Horia Tecău                                                      | Rohan Bopanna / Florin Mergea                                                 |
| 23 de novembre | Copa Davis (Final)              |                  | Regne Unit                                                                           | Bèlgica                                                                       |

## Estadístiques
La següent taula mostra el nombre de títols aconseguits de forma individual (I), dobles (D) i dobles mixtes (X) aconseguits per cada tennista i també per països durant la temporada 2015. Els torneigs estan classificats segons la seva categoria dins el calendari ATP World Tour 2015: Grand Slams, ATP World Tour Finals, ATP World Tour Masters 1000, sèries ATP World Tour 500 i sèries ATP World Tour 250. L'ordre del jugadors s'ha establert a partir del nombre total de títols i llavors segons la categoria dels títols.

### Títols per tennista
| Total | Tennista               | Grand Slams | Grand Slams | Grand Slams | ATP World Tour Finals | ATP World Tour Finals | ATP World Tour Masters 1000 | ATP World Tour Masters 1000 | ATP World Tour 500 | ATP World Tour 500 | ATP World Tour 250 | ATP World Tour 250 | Resum | Resum | Resum |
| Total | Tennista               | I           | D           | X           | I                     | D                     | I                           | D                           | I                  | D                  | I                  | D                  | I     | D     | X     |
| ----- | ---------------------- | ----------- | ----------- | ----------- | --------------------- | --------------------- | --------------------------- | --------------------------- | ------------------ | ------------------ | ------------------ | ------------------ | ----- | ----- | ----- |
| 11    | Novak Đoković          | ●           |             |             | ●                     |                       | ●                           |                             | ●                  |                    |                    |                    | 11    | 0     | 0     |
| 7     | Mike Bryan             |             |             | ●           |                       |                       |                             | ●                           |                    | ●                  |                    | ●                  | 0     | 6     | 1     |
| 6     | Marcelo Melo           |             | ●           |             |                       |                       |                             | ●                           |                    | ●                  |                    |                    | 0     | 6     | 0     |
| 6     | Bob Bryan              |             |             |             |                       |                       |                             | ●                           |                    | ●                  |                    | ●                  | 0     | 6     | 0     |
| 6     | Roger Federer          |             |             |             |                       |                       | ●                           |                             | ●                  |                    | ●                  |                    | 6     | 0     | 0     |
| 5     | David Ferrer           |             |             |             |                       |                       |                             |                             | ●                  |                    | ●                  |                    | 5     | 0     | 0     |
| 5     | Henri Kontinen         |             |             |             |                       |                       |                             |                             |                    | ●                  |                    | ●                  | 0     | 5     | 0     |
| 4     | Leander Paes           |             |             | ●           |                       |                       |                             |                             |                    |                    |                    | ●                  | 0     | 1     | 3     |
| 4     | Stan Wawrinka          | ●           |             |             |                       |                       |                             |                             | ●                  |                    | ●                  |                    | 4     | 0     | 0     |
| 4     | Andy Murray            |             |             |             |                       |                       | ●                           |                             | ●                  |                    | ●                  |                    | 4     | 0     | 0     |
| 4     | Raven Klaasen          |             |             |             |                       |                       |                             | ●                           |                    | ●                  |                    | ●                  | 0     | 4     | 0     |
| 4     | Jack Sock              |             |             |             |                       |                       |                             | ●                           |                    | ●                  | ●                  | ●                  | 1     | 3     | 0     |
| 4     | Rohan Bopanna          |             |             |             |                       |                       |                             | ●                           |                    | ●                  |                    | ●                  | 0     | 4     | 0     |
| 4     | Rafael Nadal           |             |             |             |                       |                       |                             |                             | ●                  |                    | ●                  | ●                  | 3     | 1     | 0     |
| 4     | Łukasz Kubot           |             |             |             |                       |                       |                             |                             |                    | ●                  |                    | ●                  | 0     | 4     | 0     |
| 3     | Jean-Julien Rojer      |             | ●           |             |                       | ●                     |                             |                             |                    | ●                  |                    |                    | 0     | 3     | 0     |
| 3     | Horia Tecau            |             | ●           |             |                       | ●                     |                             |                             |                    | ●                  |                    |                    | 0     | 3     | 0     |
| 3     | Ivan Dodig             |             | ●           |             |                       |                       |                             | ●                           |                    | ●                  |                    |                    | 0     | 3     | 0     |
| 3     | Pierre-Hugues Herbert  |             | ●           |             |                       |                       |                             |                             |                    | ●                  | ●                  |                    | 1     | 2     | 0     |
| 3     | Nicolas Mahut          |             | ●           |             |                       |                       |                             |                             |                    | ●                  | ●                  |                    | 1     | 2     | 0     |
| 3     | Daniel Nestor          |             |             |             |                       |                       |                             | ●                           |                    | ●                  |                    | ●                  | 0     | 3     | 0     |
| 3     | Édouard Roger-Vasselin |             |             |             |                       |                       |                             | ●                           |                    |                    |                    | ●                  | 0     | 3     | 0     |
| 3     | Kei Nishikori          |             |             |             |                       |                       |                             |                             | ●                  |                    | ●                  |                    | 3     | 0     | 0     |
| 3     | Marin Draganja         |             |             |             |                       |                       |                             |                             |                    | ●                  |                    | ●                  | 0     | 3     | 0     |
| 3     | Dominic Thiem          |             |             |             |                       |                       |                             |                             |                    |                    | ●                  |                    | 3     | 0     | 0     |
| 3     | Treat Conrad Huey      |             |             |             |                       |                       |                             |                             |                    |                    |                    | ●                  | 0     | 3     | 0     |
| 3     | Andre Sa               |             |             |             |                       |                       |                             |                             |                    |                    |                    | ●                  | 0     | 3     | 0     |
| 2     | Vasek Pospisil         |             |             |             |                       |                       |                             | ●                           |                    | ●                  |                    |                    | 0     | 2     | 0     |
| 2     | Pablo Cuevas           |             |             |             |                       |                       |                             | ●                           |                    |                    | ●                  |                    | 1     | 1     | 0     |
| 2     | Florin Mergea          |             |             |             |                       |                       |                             | ●                           |                    |                    |                    | ●                  | 0     | 2     | 0     |
| 2     | Rajeev Ram             |             |             |             |                       |                       |                             |                             |                    | ●                  | ●                  |                    | 1     | 1     | 0     |
| 2     | Jamie Murray           |             |             |             |                       |                       |                             |                             |                    | ●                  |                    | ●                  | 0     | 2     | 0     |
| 2     | John Peers             |             |             |             |                       |                       |                             |                             |                    | ●                  |                    | ●                  | 0     | 2     | 0     |
| 2     | Alexander Peya         |             |             |             |                       |                       |                             |                             |                    | ●                  |                    | ●                  | 0     | 2     | 0     |
| 2     | Bruno Soares           |             |             |             |                       |                       |                             |                             |                    | ●                  |                    | ●                  | 0     | 2     | 0     |
| 2     | Tomáš Berdych          |             |             |             |                       |                       |                             |                             |                    |                    | ●                  |                    | 1     | 0     | 0     |
| 2     | Guillermo García López |             |             |             |                       |                       |                             |                             |                    |                    | ●                  |                    | 2     | 0     | 0     |
| 2     | Richard Gasquet        |             |             |             |                       |                       |                             |                             |                    |                    | ●                  |                    | 2     | 0     | 0     |
| 2     | Denis Istomin          |             |             |             |                       |                       |                             |                             |                    |                    | ●                  | ●                  | 1     | 1     | 0     |
| 2     | Ivo Karlović           |             |             |             |                       |                       |                             |                             |                    |                    | ●                  | ●                  | 1     | 1     | 0     |
| 2     | Juan Sebastián Cabal   |             |             |             |                       |                       |                             |                             |                    |                    |                    | ●                  | 0     | 2     | 0     |
| 2     | Scott Lipsky           |             |             |             |                       |                       |                             |                             |                    |                    |                    | ●                  | 0     | 2     | 0     |
| 2     | Robert Farah Maksoud   |             |             |             |                       |                       |                             |                             |                    |                    |                    | ●                  | 0     | 2     | 0     |
| 2     | Jonathan Marray        |             |             |             |                       |                       |                             |                             |                    |                    |                    | ●                  | 0     | 2     | 0     |
| 1     | Simone Bolelli         |             | ●           |             |                       |                       |                             |                             |                    |                    |                    |                    | 0     | 1     | 0     |
| 1     | Fabio Fognini          |             | ●           |             |                       |                       |                             |                             |                    |                    |                    |                    | 0     | 1     | 0     |
| 1     | David Marrero          |             |             |             |                       |                       |                             | ●                           |                    |                    |                    |                    | 0     | 1     | 0     |
| 1     | Pablo Andújar          |             |             |             |                       |                       |                             |                             |                    | ●                  |                    |                    | 0     | 1     | 0     |
| 1     | Oliver Marach          |             |             |             |                       |                       |                             |                             |                    | ●                  |                    |                    | 0     | 1     | 0     |
| 1     | Kevin Anderson         |             |             |             |                       |                       |                             |                             |                    |                    | ●                  |                    | 1     | 0     | 0     |
| 1     | Thomaz Bellucci        |             |             |             |                       |                       |                             |                             |                    |                    | ●                  |                    | 1     | 0     | 0     |
| 1     | Marin Čilić            |             |             |             |                       |                       |                             |                             |                    |                    | ●                  |                    | 1     | 0     | 0     |
| 1     | Víctor Estrella Burgos |             |             |             |                       |                       |                             |                             |                    |                    | ●                  |                    | 1     | 0     | 0     |
| 1     | Martin Kližan          |             |             |             |                       |                       |                             |                             |                    |                    | ●                  |                    | 1     | 0     | 0     |
| 1     | Philipp Kohlschreiber  |             |             |             |                       |                       |                             |                             |                    |                    | ●                  |                    | 1     | 0     | 0     |
| 1     | John Isner             |             |             |             |                       |                       |                             |                             |                    |                    | ●                  |                    | 1     | 0     | 0     |
| 1     | Benoît Paire           |             |             |             |                       |                       |                             |                             |                    |                    | ●                  |                    | 1     | 0     | 0     |
| 1     | Milos Raonic           |             |             |             |                       |                       |                             |                             |                    |                    | ●                  |                    | 1     | 0     | 0     |
| 1     | Gilles Simon           |             |             |             |                       |                       |                             |                             |                    |                    | ●                  |                    | 1     | 0     | 0     |
| 1     | João Sousa             |             |             |             |                       |                       |                             |                             |                    |                    | ●                  |                    | 1     | 0     | 0     |
| 1     | Bernard Tomic          |             |             |             |                       |                       |                             |                             |                    |                    | ●                  |                    | 1     | 0     | 0     |
| 1     | Viktor Troicki         |             |             |             |                       |                       |                             |                             |                    |                    | ●                  |                    | 1     | 0     | 0     |
| 1     | Jo-Wilfried Tsonga     |             |             |             |                       |                       |                             |                             |                    |                    | ●                  |                    | 1     | 0     | 0     |
| 1     | Jiří Veselý            |             |             |             |                       |                       |                             |                             |                    |                    | ●                  |                    | 1     | 0     | 0     |
| 1     | Radu Albot             |             |             |             |                       |                       |                             |                             |                    |                    |                    | ●                  | 0     | 1     | 0     |
| 1     | Nicolás Almagro        |             |             |             |                       |                       |                             |                             |                    |                    |                    | ●                  | 0     | 1     | 0     |
| 1     | Ričardas Berankis      |             |             |             |                       |                       |                             |                             |                    |                    |                    | ●                  | 0     | 1     | 0     |
| 1     | Carlos Berlocq         |             |             |             |                       |                       |                             |                             |                    |                    |                    | ●                  | 0     | 1     | 0     |
| 1     | Alexander Bury         |             |             |             |                       |                       |                             |                             |                    |                    |                    | ●                  | 0     | 1     | 0     |
| 1     | Eric Butorac           |             |             |             |                       |                       |                             |                             |                    |                    |                    | ●                  | 0     | 1     | 0     |
| 1     | Jérémy Chardy          |             |             |             |                       |                       |                             |                             |                    |                    |                    | ●                  | 0     | 1     | 0     |
| 1     | Marius Copil           |             |             |             |                       |                       |                             |                             |                    |                    |                    | ●                  | 0     | 1     | 0     |
| 1     | Marcus Daniell         |             |             |             |                       |                       |                             |                             |                    |                    |                    | ●                  | 0     | 1     | 0     |
| 1     | Jonathan Erlich        |             |             |             |                       |                       |                             |                             |                    |                    |                    | ●                  | 0     | 1     | 0     |
| 1     | Colin Fleming          |             |             |             |                       |                       |                             |                             |                    |                    |                    | ●                  | 0     | 1     | 0     |
| 1     | Mariusz Fyrstenberg    |             |             |             |                       |                       |                             |                             |                    |                    |                    | ●                  | 0     | 1     | 0     |
| 1     | Teimuraz Gabaixvili    |             |             |             |                       |                       |                             |                             |                    |                    |                    | ●                  | 0     | 1     | 0     |
| 1     | Máximo González        |             |             |             |                       |                       |                             |                             |                    |                    |                    | ●                  | 0     | 1     | 0     |
| 1     | Santiago González      |             |             |             |                       |                       |                             |                             |                    |                    |                    | ●                  | 0     | 1     | 0     |
| 1     | Chris Guccione         |             |             |             |                       |                       |                             |                             |                    |                    |                    | ●                  | 0     | 1     | 0     |
| 1     | Dominic Inglot         |             |             |             |                       |                       |                             |                             |                    |                    |                    | ●                  | 0     | 1     | 0     |
| 1     | Rameez Junaid          |             |             |             |                       |                       |                             |                             |                    |                    |                    | ●                  | 0     | 1     | 0     |
| 1     | Gero Kretschmer        |             |             |             |                       |                       |                             |                             |                    |                    |                    | ●                  | 0     | 1     | 0     |
| 1     | Dušan Lajović          |             |             |             |                       |                       |                             |                             |                    |                    |                    | ●                  | 0     | 1     | 0     |
| 1     | Robert Lindstedt       |             |             |             |                       |                       |                             |                             |                    |                    |                    | ●                  | 0     | 1     | 0     |
| 1     | Lu Yen-hsun            |             |             |             |                       |                       |                             |                             |                    |                    |                    | ●                  | 0     | 1     | 0     |
| 1     | Juan Mónaco            |             |             |             |                       |                       |                             |                             |                    |                    |                    | ●                  | 0     | 1     | 0     |
| 1     | Nicholas Monroe        |             |             |             |                       |                       |                             |                             |                    |                    |                    | ●                  | 0     | 1     | 0     |
| 1     | Jarkko Nieminen        |             |             |             |                       |                       |                             |                             |                    |                    |                    | ●                  | 0     | 1     | 0     |
| 1     | Mate Pavić             |             |             |             |                       |                       |                             |                             |                    |                    |                    | ●                  | 0     | 1     | 0     |
| 1     | Aisam-ul-Haq Qureshi   |             |             |             |                       |                       |                             |                             |                    |                    |                    | ●                  | 0     | 1     | 0     |
| 1     | Andrey Rublev          |             |             |             |                       |                       |                             |                             |                    |                    |                    | ●                  | 0     | 1     | 0     |
| 1     | Alexander Satschko     |             |             |             |                       |                       |                             |                             |                    |                    |                    | ●                  | 0     | 1     | 0     |
| 1     | Adil Shamasdin         |             |             |             |                       |                       |                             |                             |                    |                    |                    | ●                  | 0     | 1     | 0     |
| 1     | Artem Sitak            |             |             |             |                       |                       |                             |                             |                    |                    |                    | ●                  | 0     | 1     | 0     |
| 1     | Radek Štěpánek         |             |             |             |                       |                       |                             |                             |                    |                    |                    | ●                  | 0     | 1     | 0     |
| 1     | Dmitri Tursúnov        |             |             |             |                       |                       |                             |                             |                    |                    |                    | ●                  | 0     | 1     | 0     |
| 1     | Adrian Ungur           |             |             |             |                       |                       |                             |                             |                    |                    |                    | ●                  | 0     | 1     | 0     |
| 1     | Michael Venus          |             |             |             |                       |                       |                             |                             |                    |                    |                    | ●                  | 0     | 1     | 0     |

### Títols per país
| Total | País                 | Grand Slams | Grand Slams | Grand Slams | ATP World Tour Finals | ATP World Tour Finals | ATP World Tour Masters 1000 | ATP World Tour Masters 1000 | ATP World Tour 500 | ATP World Tour 500 | ATP World Tour 250 | ATP World Tour 250 | Resum | Resum | Resum |
| Total | País                 | I           | D           | X           | I                     | D                     | I                           | D                           | I                  | D                  | I                  | D                  | I     | D     | X     |
| ----- | -------------------- | ----------- | ----------- | ----------- | --------------------- | --------------------- | --------------------------- | --------------------------- | ------------------ | ------------------ | ------------------ | ------------------ | ----- | ----- | ----- |
| 16    | Estats Units         |             |             | 1           |                       |                       |                             | 4                           |                    | 3                  | 3                  | 5                  | 3     | 12    | 1     |
| 14    | Espanya              |             |             |             |                       |                       |                             | 1                           | 4                  | 1                  | 6                  | 2                  | 10    | 4     | 0     |
| 13    | Sèrbia               | 3           |             |             | 1                     |                       | 6                           |                             | 1                  |                    | 1                  | 1                  | 12    | 1     | 0     |
| 12    | Brasil               |             | 1           |             |                       |                       |                             | 2                           |                    | 4                  | 1                  | 4                  | 1     | 11    | 0     |
| 12    | França               |             | 1           |             |                       |                       |                             | 1                           |                    | 1                  | 7                  | 2                  | 7     | 5     | 0     |
| 10    | Suïssa               | 1           |             |             |                       |                       | 1                           |                             | 5                  |                    | 3                  |                    | 10    | 0     | 0     |
| 10    | Croàcia              |             | 1           |             |                       |                       |                             | 1                           |                    | 2                  | 2                  | 4                  | 2     | 8     | 0     |
| 10    | Regne Unit           |             |             |             |                       |                       | 2                           |                             | 1                  | 1                  | 1                  | 5                  | 4     | 6     | 0     |
| 8     | Índia                |             |             | 3           |                       |                       |                             | 1                           |                    | 1                  |                    | 3                  | 0     | 5     | 3     |
| 7     | Canadà               |             |             |             |                       |                       |                             | 2                           |                    | 1                  | 1                  | 2                  | 1     | 5     | 0     |
| 6     | Romania              |             | 1           |             |                       | 1                     |                             | 1                           |                    | 1                  |                    | 2                  | 0     | 6     | 0     |
| 6     | Finlàndia            |             |             |             |                       |                       |                             |                             |                    | 1                  |                    | 5                  | 0     | 6     | 0     |
| 6     | Àustria              |             |             |             |                       |                       |                             |                             |                    | 2                  | 3                  | 1                  | 3     | 3     | 0     |
| 5     | Sud-àfrica           |             |             |             |                       |                       |                             | 1                           |                    | 2                  | 1                  | 1                  | 1     | 4     | 0     |
| 5     | Polònia              |             |             |             |                       |                       |                             |                             |                    | 1                  |                    | 4                  | 0     | 5     | 0     |
| 4     | Austràlia            |             |             |             |                       |                       |                             |                             |                    | 1                  |                    | 3                  | 0     | 4     | 0     |
| 4     | Txèquia              |             |             |             |                       |                       |                             |                             |                    |                    | 3                  | 1                  | 3     | 1     | 0     |
| 3     | Països Baixos        |             | 1           |             |                       | 1                     |                             |                             |                    | 1                  |                    |                    | 0     | 3     | 0     |
| 3     | Japó                 |             |             |             |                       |                       |                             |                             | 2                  |                    | 1                  |                    | 3     | 0     | 0     |
| 3     | Argentina            |             |             |             |                       |                       |                             |                             |                    |                    |                    | 3                  | 0     | 3     | 0     |
| 3     | Filipines            |             |             |             |                       |                       |                             |                             |                    |                    |                    | 3                  | 0     | 3     | 0     |
| 2     | Uruguai              |             |             |             |                       |                       |                             | 1                           |                    |                    | 1                  |                    | 1     | 1     | 0     |
| 2     | Alemanya             |             |             |             |                       |                       |                             |                             |                    |                    | 1                  | 1                  | 1     | 1     | 0     |
| 2     | Uzbekistan           |             |             |             |                       |                       |                             |                             |                    |                    | 1                  | 1                  | 1     | 1     | 0     |
| 2     | Colòmbia             |             |             |             |                       |                       |                             |                             |                    |                    |                    | 2                  | 0     | 2     | 0     |
| 2     | Nova Zelanda         |             |             |             |                       |                       |                             |                             |                    |                    |                    | 2                  | 0     | 2     | 0     |
| 2     | Rússia               |             |             |             |                       |                       |                             |                             |                    |                    |                    | 2                  | 0     | 2     | 0     |
| 1     | Itàlia               |             | 1           |             |                       |                       |                             |                             |                    |                    |                    |                    | 0     | 1     | 0     |
| 1     | República Dominicana |             |             |             |                       |                       |                             |                             |                    |                    | 1                  |                    | 1     | 0     | 0     |
| 1     | Eslovàquia           |             |             |             |                       |                       |                             |                             |                    |                    | 1                  |                    | 1     | 0     | 0     |
| 1     | Portugal             |             |             |             |                       |                       |                             |                             |                    |                    | 1                  |                    | 1     | 0     | 0     |
| 1     | Belarús              |             |             |             |                       |                       |                             |                             |                    |                    |                    | 1                  | 0     | 1     | 0     |
| 1     | Israel               |             |             |             |                       |                       |                             |                             |                    |                    |                    | 1                  | 0     | 1     | 0     |
| 1     | Lituània             |             |             |             |                       |                       |                             |                             |                    |                    |                    | 1                  | 0     | 1     | 0     |
| 1     | Mèxic                |             |             |             |                       |                       |                             |                             |                    |                    |                    | 1                  | 0     | 1     | 0     |
| 1     | Moldàvia             |             |             |             |                       |                       |                             |                             |                    |                    |                    | 1                  | 0     | 1     | 0     |
| 1     | Pakistan             |             |             |             |                       |                       |                             |                             |                    |                    |                    | 1                  | 0     | 1     | 0     |
| 1     | Suècia               |             |             |             |                       |                       |                             |                             |                    |                    |                    | 1                  | 0     | 1     | 0     |
| 1     | República de la Xina |             |             |             |                       |                       |                             |                             |                    |                    |                    | 1                  | 0     | 1     | 0     |

## Rànquings

### Individual
| Rànquing individual ATP 2015 | Rànquing individual ATP 2015 | Rànquing individual ATP 2015 | Rànquing individual ATP 2015 | Rànquing individual ATP 2015 | Rànquing individual ATP 2015 |
| Pos.                         | Tennista                     | Punts                        | Torneigs                     | Ant.                         | Mov.                         |
| ---------------------------- | ---------------------------- | ---------------------------- | ---------------------------- | ---------------------------- | ---------------------------- |
| 1                            | Novak Đoković                | 16.585                       | 18                           | 1                            | =                            |
| 2                            | Andy Murray                  | 8.945                        | 20                           | 6                            | 4                            |
| 3                            | Roger Federer                | 8.265                        | 18                           | 2                            | 1                            |
| 4                            | Stanislas Wawrinka           | 6.865                        | 23                           | 4                            | =                            |
| 5                            | Rafael Nadal                 | 5.230                        | 23                           | 3                            | 3                            |
| 6                            | Tomáš Berdych                | 4.620                        | 22                           | 7                            | 1                            |
| 7                            | David Ferrer                 | 4.305                        | 20                           | 10                           | 3                            |
| 8                            | Kei Nishikori                | 4.235                        | 21                           | 5                            | 3                            |
| 9                            | Richard Gasquet              | 2.850                        | 20                           | 26                           | 17                           |
| 10                           | Jo-Wilfried Tsonga           | 2.635                        | 18                           | 12                           | 2                            |
| 11                           | John Isner                   | 2.495                        | 25                           | 19                           | 8                            |
| 12                           | Kevin Anderson               | 2.475                        | 25                           | 16                           | 4                            |
| 13                           | Marin Čilić                  | 2.405                        | 22                           | 9                            | 4                            |
| 14                           | Milos Raonic                 | 2.170                        | 20                           | 8                            | 6                            |
| 15                           | Gilles Simon                 | 2.145                        | 24                           | 21                           | 6                            |
| 16                           | David Goffin                 | 1.880                        | 26                           | 22                           | 6                            |
| 17                           | Feliciano López              | 1.690                        | 26                           | 14                           | 3                            |
| 18                           | Bernard Tomic                | 1.675                        | 29                           | 56                           | 38                           |
| 19                           | Benoit Paire                 | 1.633                        | 30                           | 118                          | 99                           |
| 20                           | Dominic Thiem                | 1.600                        | 30                           | 39                           | 19                           |

#### Evolució número 1
| Tennista      | Data inici | Data fi    | Setmanes |
| ------------- | ---------- | ---------- | -------- |
| Novak Đoković | Final 2014 | Final 2015 | 52       |

### Dobles
| Rànquing dobles ATP 2015 | Rànquing dobles ATP 2015 | Rànquing dobles ATP 2015 | Rànquing dobles ATP 2015 | Rànquing dobles ATP 2015 | Rànquing dobles ATP 2015 |
| Pos.                     | Tennista                 | Punts                    | Torneigs                 | Ant.                     | Mov.                     |
| ------------------------ | ------------------------ | ------------------------ | ------------------------ | ------------------------ | ------------------------ |
| 1                        | Marcelo Melo             | 8.900                    | 22                       | 6                        | 5                        |
| 2                        | Horia Tecău              | 7.420                    | 24                       | 16                       | 14                       |
| 3                        | Jean-Julien Rojer        | 7.420                    | 26                       | 16                       | 13                       |
| 4                        | Bob Bryan                | 6.770                    | 22                       | 1                        | 3                        |
| 5                        | Mike Bryan               | 6.770                    | 23                       | 1                        | 4                        |
| 6                        | Ivan Dodig               | 6.685                    | 19                       | 12                       | 6                        |
| 7                        | Jamie Murray             | 5.840                    | 27                       | 42                       | 35                       |
| 8                        | John Peers               | 5.545                    | 28                       | 43                       | 35                       |
| 9                        | Rohan Bopanna            | 5.530                    | 27                       | 30                       | 21                       |
| 10                       | Fabio Fognini            | 5.365                    | 22                       | 57                       | 47                       |
| 11                       | Florin Mergea            | 5.290                    | 25                       | 24                       | 13                       |
| 12                       | Nicolas Mahut            | 5.285                    | 21                       | 19                       | 7                        |
| 13                       | Simone Bolelli           | 5.230                    | 22                       | 143                      | 130                      |
| 14                       | Pierre-Hugues Herbert    | 5.005                    | 17                       | 63                       | 49                       |
| 15                       | Nenad Zimonjić           | 4.590                    | 26                       | 3                        | 12                       |
| 16                       | Marcin Matkowski         | 4.290                    | 27                       | 27                       | 11                       |
| 17                       | Edouard Roger-Vasselin   | 4.200                    | 20                       | 7                        | 10                       |
| 18                       | Daniel Nestor            | 4.180                    | 27                       | 4                        | 14                       |
| 19                       | Jack Sock                | 4.030                    | 16                       | 15                       | 4                        |
| 20                       | Raven Klaasen            | 3.660                    | 28                       | 20                       | =                        |

| Rànquing parelles ATP 2015 | Rànquing parelles ATP 2015          | Rànquing parelles ATP 2015 | Rànquing parelles ATP 2015 | Rànquing parelles ATP 2015 | Rànquing parelles ATP 2015 |
| Pos.                       | Parella                             | Punts                      | Torneigs                   | Ant.                       | Mov.                       |
| -------------------------- | ----------------------------------- | -------------------------- | -------------------------- | -------------------------- | -------------------------- |
| 1                          | Jean-Julien Rojer Horia Tecău       | 7.810                      | 24                         | 6                          | 5                          |
| 2                          | Mike Bryan Bob Bryan                | 6.865                      | 22                         | 1                          | 1                          |
| 3                          | Ivan Dodig Marcelo Melo             | 6.540                      | 14                         | 7                          | 4                          |
| 4                          | Jamie Murray John Peers             | 5.835                      | 27                         | 13                         | 9                          |
| 5                          | Simone Bolelli Fabio Fognini        | 5.095                      | 16                         | 43                         | 38                         |
| 6                          | Pierre-Hugues Herbert Nicolas Mahut | 4.965                      | 16                         | −                          | Augment                    |
| 7                          | Rohan Bopanna Florin Mergea         | 4.435                      | 17                         | 57                         | 50                         |
| 8                          | Marcin Matkowski Nenad Zimonjić     | 4.290                      | 20                         | −                          | Augment                    |
| 9                          | Jack Sock Vasek Pospisil            | 3.420                      | 12                         | 10                         | 1                          |
| 10                         | Alexander Peya Bruno Soares         | 3.420                      | 26                         | 4                          | 6                          |

#### Evolució número 1
| Tennista/es          | Data inici            | Data fi               | Setmanes |
| -------------------- | --------------------- | --------------------- | -------- |
| Mike Bryan Bob Bryan | Final 2014            | 25 d'octubre de 2015  | 43       |
| Bob Bryan            | 26 d'octubre de 2015  | 1 de novembre de 2015 | 1        |
| Marcelo Melo         | 2 de novembre de 2015 | Final 2015            | 8        |

## Distribució de punts
| Categoria                             | G                     | F                    | SF                  | QF                                                                                               | R16                                                                                              | R32                                                                                              | R64                                                                                              | R128                                                                                             | Q                                                                                                | Q3                                                                                               | Q2                                                                                               | Q1                                                                                               |
| Grand Slam (128I)                     | 2000                  | 1200                 | 720                 | 360                                                                                              | 180                                                                                              | 90                                                                                               | 45                                                                                               | 10                                                                                               | 25                                                                                               | 16                                                                                               | 8                                                                                                | 0                                                                                                |
| Grand Slam (64D)                      | 2000                  | 1200                 | 720                 | 360                                                                                              | 180                                                                                              | 90                                                                                               | 0                                                                                                | –                                                                                                | 25                                                                                               | –                                                                                                | 0                                                                                                | 0                                                                                                |
| ATP World Tour Finals (8I/8D)         | 1500 (max) 1100 (min) | 1000 (max) 600 (min) | 600 (max) 200 (min) | 200 per cada victòria a la fase Round Robin +400 victòria a semifinals, +500 victòria a la final | 200 per cada victòria a la fase Round Robin +400 victòria a semifinals, +500 victòria a la final | 200 per cada victòria a la fase Round Robin +400 victòria a semifinals, +500 victòria a la final | 200 per cada victòria a la fase Round Robin +400 victòria a semifinals, +500 victòria a la final | 200 per cada victòria a la fase Round Robin +400 victòria a semifinals, +500 victòria a la final | 200 per cada victòria a la fase Round Robin +400 victòria a semifinals, +500 victòria a la final | 200 per cada victòria a la fase Round Robin +400 victòria a semifinals, +500 victòria a la final | 200 per cada victòria a la fase Round Robin +400 victòria a semifinals, +500 victòria a la final | 200 per cada victòria a la fase Round Robin +400 victòria a semifinals, +500 victòria a la final |
| ATP World Tour Masters 1000 (96I)     | 1000                  | 600                  | 360                 | 180                                                                                              | 90                                                                                               | 45                                                                                               | 25                                                                                               | 10                                                                                               | 16                                                                                               | –                                                                                                | 8                                                                                                | 0                                                                                                |
| ATP World Tour Masters 1000 (56I/48I) | 1000                  | 600                  | 360                 | 180                                                                                              | 90                                                                                               | 45                                                                                               | 10                                                                                               | –                                                                                                | 25                                                                                               | –                                                                                                | 16                                                                                               | 0                                                                                                |
| ATP World Tour Masters 1000 (32D/24D) | 1000                  | 600                  | 360                 | 180                                                                                              | 90                                                                                               | 0                                                                                                | –                                                                                                | –                                                                                                | –                                                                                                | –                                                                                                | –                                                                                                | –                                                                                                |
| ATP World Tour 500 (48I)              | 500                   | 300                  | 180                 | 90                                                                                               | 45                                                                                               | 20                                                                                               | 0                                                                                                | –                                                                                                | 10                                                                                               | –                                                                                                | 4                                                                                                | 0                                                                                                |
| ATP World Tour 500 (32I)              | 500                   | 300                  | 180                 | 90                                                                                               | 45                                                                                               | 0                                                                                                | –                                                                                                | –                                                                                                | 20                                                                                               | –                                                                                                | 10                                                                                               | 0                                                                                                |
| ATP World Tour 500 (16D)              | 500                   | 300                  | 180                 | 90                                                                                               | 0                                                                                                | –                                                                                                | –                                                                                                | –                                                                                                | 20                                                                                               | –                                                                                                | 0                                                                                                | 0                                                                                                |
| ATP World Tour 250 (56I/48I)          | 250                   | 150                  | 90                  | 45                                                                                               | 20                                                                                               | 10                                                                                               | 0                                                                                                | –                                                                                                | 5                                                                                                | 3                                                                                                | 0                                                                                                | 0                                                                                                |
| ATP World Tour 250 (32I/28I)          | 250                   | 150                  | 90                  | 45                                                                                               | 20                                                                                               | 0                                                                                                | –                                                                                                | –                                                                                                | 12                                                                                               | 6                                                                                                | 0                                                                                                | 0                                                                                                |
| ATP World Tour 250 (24D)              | 250                   | 150                  | 90                  | 45                                                                                               | 20                                                                                               | 0                                                                                                | –                                                                                                | –                                                                                                | –                                                                                                | –                                                                                                | –                                                                                                | –                                                                                                |
| ATP World Tour 250 (16D)              | 250                   | 150                  | 90                  | 45                                                                                               | 0                                                                                                | –                                                                                                | –                                                                                                | –                                                                                                | –                                                                                                | –                                                                                                | –                                                                                                | –                                                                                                |

## Retirades
Llista de tennistes importants que han anunciat la seva retirada durant aquesta temporada:
- Mardy Fish (Los Angeles, 9 de desembre de 1981). Professional des del 2000, va arribar al número 7 del rànquing individual el 7 d'agost de 2011. Va guanyar 6 títols individuals, 8 de dobles i una medalla d'argent olímpica als Jocs Olímpics d'Atenes 2004. El seu darrer partit fou al US Open.[2]
- Jarkko Nieminen (Masku, 23 de juliol de 1981). Professional des del 2000, va arribar al número 13 del rànquing individual el 10 de juliol de 2006. Va guanyar 2 títols individuals i 5 de dobles. El seu darrer partit fou a Estocolm.[3]
- Robin Söderling (Tibro, 14 d'agost de 1984). Professional des de 2001, va arribar al número 4 del rànquing individual el 15 de novembre de 2010. En el seu palmarès figuren 10 títols individuals i un de dobles, destacant la disputa de dues finals consecutives de Roland Garros (2009 i 2010). El seu darrer torneig fou a Bastad (2011), i va anunciar la seva retirada el 2015 després de quatre anys sense recuperar-se satisfactòriament d'una mononucleosi.[4]